# Johann Anton von Buol-Strassberg

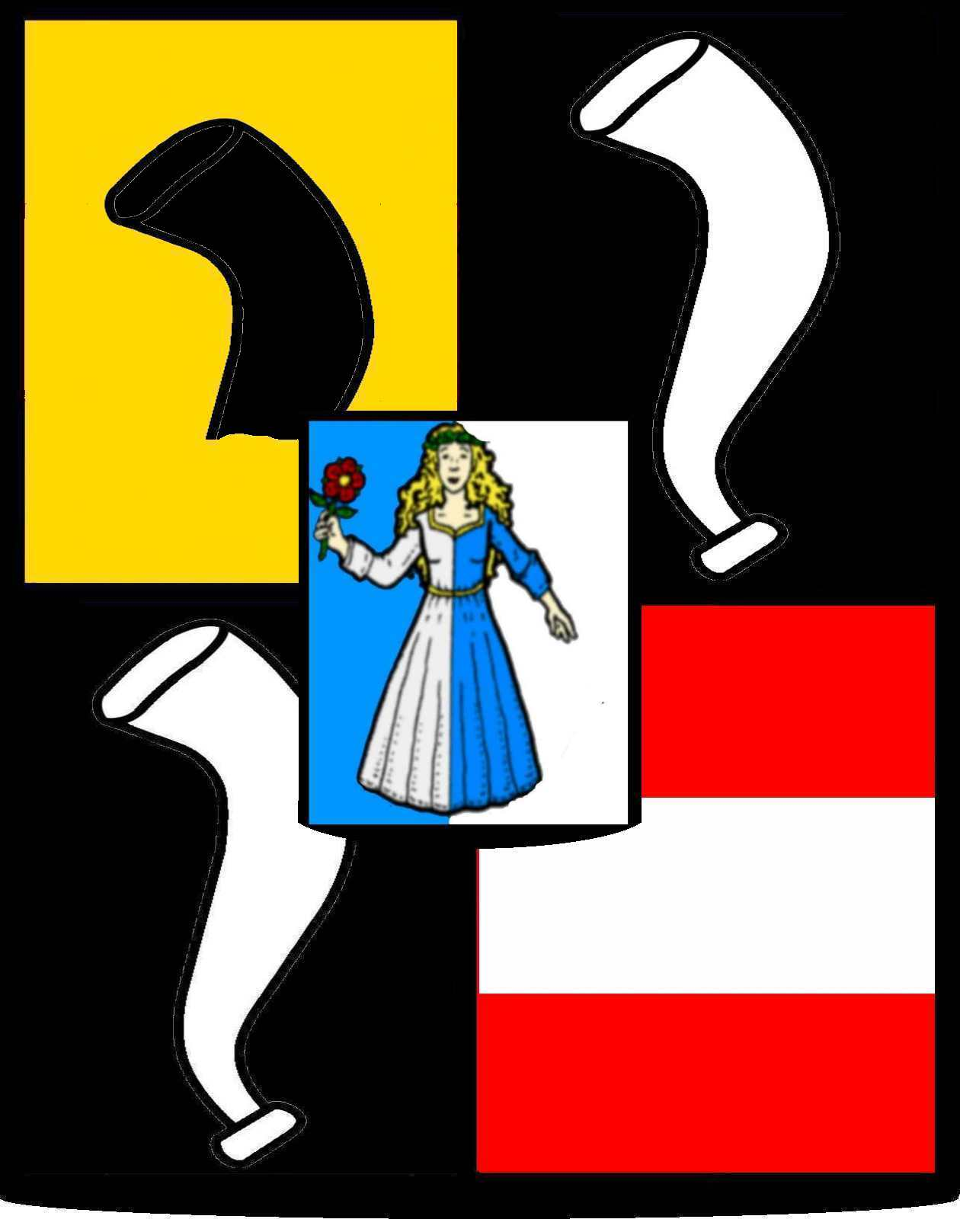
Adelswappen Johann Anton von Buol-Strassberg (1601–1662)

Johann Anton von Buol-Strassberg (* 1601 in Churwalden; † 4. August 1662 in Parpan) war ein Schweizer Adeliger und Begründer der Churwalder Linie von Buol-Strassberg und Schauenstein.

## Familie
Johann Anton war der Sohn des Bürgers der Landschaft Churwalden, Bannerherr und Podestà zu Teglio im Veltlin, Ulrich Buol (1566–1622), der bei einem Einfall der Österreicher zwischen Chur und Malix erschossen wurde. Sein Großvater, der Ratsherr Hans Buol (* 1500 in Davos), war Begründer der Churwalder Linie – von Buol-Strassberg und Schauenstein in Parpan.
Aus der Ehe mit Prudentia Ries (* 1602; † 26. April 1637) gingen drei Kinder hervor:
- Johann Ulrich von Buol-Strassberg (* 1626 in Parpan; † 13. Februar 1687 Parpan), Dr. Commissari, 1⚭ Magdalena von Valär, Tochter des Paul Valär und der Ursula Sprecher von Bernegg (* 1632 in Fideris; † 15. Februar 1675 in Parpan); 2⚭ 9. Juli 1676 Anna Paula von Pestalozzi, Tochter des Johann Anton von Pestalozzi und der Claudia von Sali (* 1638 in Chur; † 1694 in Chur)
- Paul von Buol, Freiherr von Rietberg und Strassberg (* 1634 in Parpan; † 18. Februar 1697 in Chur) Oberst im spanischen Heer, Gesandter des Kaisers; ⚭ Narcissa von Planta-Wildenberg * 1634 Rietberg[2]
- Susanna von Buol-Strassberg (* 1634 in Parpan; † 22. August 1667 in Küblis) ⚭ Andreas Sprecher von Bernegg (* 1629; † 2. Juli 1680i n Küblis)

1645 wurde in Parpan Johann Anton von Buol-Strassberg geboren, er war Student in Zürich
Meinrad von Buol-Strassberg verstarb 1664.
In zweiter Ehe war Johann von Buol-Strassberg mit Barbara von Reidt verheiratet, sie war die Mutter von:
- Stephan von Buol-Strassberg, 1663 Podestà zu Teglio, Hauptmann in französischen Diensten starb er 1687 in der Schlacht.
- Jakobea von Buol-Strassberg, heiratete 1669 den Witwer Paul von Jenatsch, Sohn des Oberst Georg von Jenatsch u.d. Anna von Buol, der in 1. Ehe seit 1650 mit Elisabeth von Valär (* 1633; † 16. Oktober 1668 auf Schloss Grünenstein bei Balgach), T.d. Paul von Valär u.d. Ursula Sprecher von Bernegg verheiratet war. Paul von Jenatsch, * 29. April 1629, studierte 1644 in Zürich und 1646/47 in Basel 1659–1676 mehrmals Bundslandammann des Zehngerichtebunds, 1653–1655 Podestà in Traona und 1671–1673 in Tirano. Mehrfacher Gesandter, führendes Mitglied der spanischen Partei, Oberst in spanischen Diensten. 1666 im Besitz des vom Fürstabt von St. Gallen erworbenen Schloss Grünenstein. Er beging am 13. Dezember 1676 Suizid (Selbstmord)[3].
- Johannes von Buol-Strassberg, * in Parpan, † 1687, Hauptmann in französischen Diensten.
- Johann Hartmann von Buol-Strassberg, * in Parpan, Hauptmann in französischen Diensten, † 1687 in der Schlacht.
- Peter von Buol-Strassberg, * vor 1662 in Parpan, † nach 1667 Lieutenant in französischen Diensten
- Johann Anton von Buol-Strassberg,* 1654 in Parpan, † 17. Juni 1686 in Jenins, Landvogt.

## Werdegang
Johann Anton von Buol-Strassberg studierte 1616 in Zürich und Basel, 1619 in Genf und Heidelberg, er war vielfach Landammann der Gerichtsgemeinde Churwalden, 1636 Hauptmann im französischen Regiment Brügger, 1637 war er Mitglied des sogenannten Kettenbunds. 1638 war er Oberstlieutenant in spanischen Diensten. 1639 war er Gesandter des Zehngerichtebundes nach Mailand.
1639 war er Podestà in Morbegno, 1642/43 Podestà in Traona und 1659 in Tirano im Veltlin. Er war wiederholt Gesandter und Schiedsrichter. Im Jahr 1649 war er wieder Gesandter an den Erzherzog von Österreich nach Innsbruck bei dem Ankauf der verschiedenen Rechte, welche das erzherzogliche Haus in den Hochgerichten Davos, Klosters, Castels, Jenatsch, Seewis, Schiers und Churwalden noch besaß. Für die bei dieser Gelegenheit und andere dem Vaterlande geleisteten Dienste schenkte die bündnerische Republik ihm und seinen Nachkommen Prädikat und Ehrentitel „von Straßberg“ (Die alte Burg Strassberg, eine Ruine, gehört zur Gemeinde Malix, fünf Viertelstunden oberhalb Chur). 1649, 1650 und 1657 Bundslandammann des Zehngerichtenbunds. Er war Besitzer des „Schlössli“ in Parpan, das er umfassend um- und ausbauen ließ.

## Wappen
Der quadrierte Schild, zeigt in Feld 1 in Gold ein schwarzes halbes umgekehrtes Büffelhorn, in Feld 2 und
3 in Schwarz das ganze silberne Büffelhorn, in Feld 4 in Rot ein silberner Querbalken; als Herzschild von Blau und Silber gespalten eine Jungfrau verwechselter Farbe mit einer Rose (ursprünglich Kleestengel) in der Hand, das Stammwappen derer von Buol.